# Geldfunktion
Geldfunktionen sind in der Volkswirtschaftslehre und speziell in der Geldtheorie Merkmale, die ein Vermögenswert erfüllen muss, um als Geld eingestuft werden zu können. Der Geldbegriff wird heute allgemein von den Geldfunktionen her bestimmt – alles, was Geldfunktionen ausübt, ist Geld. Die konstitutiven Geldfunktionen sind die Tauschfunktion als allgemeines Zahlungsmittel, Wertmesser und Wertaufbewahrungsmittel. Geld ist ein abstrakter Wertmaßstab, weil es in zweckmäßige Recheneinheiten zerlegt ist.

## Funktionen
Unterschieden wird zwischen primären und sekundären Geldfunktionen. Die primären Geldfunktionen sind:
- Tauschmittelfunktion: Der ursprüngliche Naturaltausch des Mittelalters (Ware gegen Ware) wurde durch den Zahlungsverkehr (inländischer und Auslandszahlungsverkehr) abgelöst, so dass heute Ware gegen Geld getauscht wird. Diese Zahlungsmittelfunktion beinhaltet auch die Kreditgewährung und die Schuldentilgung.[4]
- Wertmesserfunktion: Um Waren gegen Geld zu tauschen, müssen Preise das Austauschverhältnis angeben. Die Preise wiederum werden in Geld angezeigt. Damit ist Geld auch eine Recheneinheit, die ein Rechnen in Geldeinheiten ermöglicht und damit Grundlage für alle Formen der Wirtschaftsrechnung (volkswirtschaftliche Gesamtrechnung, Bilanz und Gewinn- und Verlustrechnung, öffentlicher Haushalt) darstellt.[5] Der Preis führt durch die Recheneinheit zu einer Denomination von Gütern und Dienstleistungen. Alle Bestands- und Stromgrößen werden in Geld angegeben.
- Wertaufbewahrungsmittel: Wer Geld im Bestand als Geldvermögen hält, kann auf einen – wenn auch schwankenden – Geldwert zurückgreifen. Bei Hyperinflation kann die Wertaufbewahrungsfunktion verloren gehen. Geld in Form der Geldanlage weist den höchsten Liquiditätsgrad auf, steht aber in Konkurrenz zu anderen Vermögensarten wie Effekten oder Sachgütern.[5]

Die sekundären Geldfunktionen leiten sich von den primären Geldfunktionen ab. Hierzu gehören die leichte Handhabbarkeit und gute Transportierbarkeit, welche die Tauschmittelfunktion verbessern. Die Akzeptanz des Geldes in weiten Kreisen der Bevölkerung wird als Netzwerkeffekt eingestuft. Je größer das Geldnetzwerk, umso höher wird der Nutzen für die Netzwerkteilnehmer. Weitere sekundäre Funktionen übernehmen die Preisstabilität und eine hohe Fungibilität.

### Zahlungsmittel
Unter einem Zahlungsmittel versteht man ein Medium, mit dem Tauschvorgänge durchgeführt werden können. Generell lassen sich zwei Formen von Tauschvorgängen unterscheiden:
- Direkt: Gut gegen Gut (etwa Arbeit gegen Brot, Brot gegen Kleidung);
- Indirekt: Gut gegen Geld, Geld gegen Gut (Arbeit gegen Geld, Geld gegen Brot, Kleidung oder Kultur).

In einer Wirtschaft ohne allgemein akzeptiertes Zahlungsmittel (z. B. Geld) muss für eine erfolgreiche Transaktion zwischen zwei Wirtschaftssubjekten eine doppelte Übereinstimmung ihrer Tauschwünsche vorliegen.
Beispiel
Ein Bauer will Getreide verkaufen und benötigt Werkzeuge. Gleichzeitig will ein Handwerker sein Werkzeug gegen Fleisch eintauschen. Zwischen diesen beiden wird kein Handel stattfinden können, da die Verkaufsabsicht des Bauern nicht mit dem Kaufwunsch des Handwerkers übereinstimmt. Beide werden wahrscheinlich lange suchen müssen, bis sie auf jemanden mit entsprechenden Transaktionswünschen treffen. Kommt nun Geld ins Spiel, wird dieser Vorgang stark vereinfacht: Der Bauer kann sein Getreide bei einem Dritten verkaufen und das erhaltene Geld bei dem Handwerker gegen Werkzeug eintauschen. Der Handwerker kann mit dem erhaltenen Geld bei einem Vierten Fleisch kaufen. Es sind also nur noch eine einfache Übereinstimmung der Wünsche und die Einigung über den Preis nötig.

### Wertmess- bzw. Recheneinheit
Geld ist ein Wertmaßstab. Es dient zudem als Vergleichsmaßstab für die Menge von Lohnarbeit, Waren und Dienstleistungen, die damit entlohnt bzw. erworben werden kann. Die Menge Geld, die jemand besitzt, entspricht dem Anteil am Sozialprodukt, den er erwerben kann, wenn er das Geld ausgibt. Der Wert einer Geldeinheit wird als Kaufkraft des Geldes bezeichnet.
Dient Geld als allgemeines Wertmaß, werden alle Preise einer Ökonomie in Geldeinheiten (GE) ausgedrückt. Der Effizienzvorteil ist in der Anzahl der Tauschverhältnisse zu sehen. In einer Ökonomie mit 1 Million Gütern existieren etwa 500 Milliarden relative Preise, welche die paarweise vorliegenden Austauschverhältnisse der Güter untereinander angeben (z. B. 1 h Arbeit = 5 Brote = 1 Hose). Bei n Gütern ergeben sich ½·(n² − n) Wertverhältnisse (relative Preise). Bei Verwendung von Geld als allgemeinem Wertmaß reduziert sich dies wieder auf n Austauschverhältnisse (z. B. 1 h Arbeit = 5 GE = 5 Brote), was den Preisvergleich weniger mühsam macht.

### Wertaufbewahrung
Geld fungiert, solange der bloße Verbleib keine Kosten verursacht, als Wertaufbewahrungsmittel. In Geld lässt sich das Versprechen eines Gegenwerts für andere Güter (Waren oder Dienstleistungen) speichern und zu anderer Zeit und an anderem Ort einlösen. Zu diesem Zweck muss ein Wertaufbewahrungsmittel seinen Wert dauerhaft behalten können. Darum wurden fast immer unverderbliche Waren als „Geld“ vereinbart (z. B. Gold, Diamanten).
In der heutigen Wirtschaft erfüllt Geld allerdings nur für die einzelnen Wirtschaftsteilnehmer eine Wertaufbewahrungsmittelfunktion, nicht aber für die gesamte Volkswirtschaft. Denn heute wird Geld ausschließlich kreditär geschöpft und stellt daher immer eine Forderung/Verbindlichkeit dar, die der Gläubiger auf der Aktivseite seiner Bilanz als Forderung, der Schuldner auf der Passivseite seiner Bilanz als Verbindlichkeit verbucht (siehe Kredittheorie). Zentralbankgeld ist eine Forderung einer Nichtbank oder Geschäftsbank an die Zentralbank und damit deren Verbindlichkeit, Sichteinlagen bei Geschäftsbanken sind eine Forderung an die Geschäftsbank und damit deren Verbindlichkeit, wie aus Zentralbankbilanzen und Geschäftsbankenbilanzen jederzeit ersichtlich ist. So entspricht beispielsweise jeder Banknote im Kassenbestand einer Nichtbank oder Geschäftsbank, die dort auf der Aktivseite als Vermögen verbucht wird, eine gleich hohe Verbindlichkeit (Schuld) in der Bilanz der Zentralbank (Passivposten „Banknotenumlauf“).
Da dem Guthaben des Gläubigers auf der Schuldnerseite Schulden in gleicher Höhe gegenüberstehen, addieren sich hier sämtliche Guthaben und Schulden gesamtwirtschaftlich unabhängig von der Höhe der Guthaben/Schulden aus saldenmechanischen (und damit rein logischen) Gründen immer zu Null. Gesamtwirtschaftlich existiert daher in einem Geldsystem keinerlei Nettogeldvermögen, sondern nur Sach- oder Realvermögen. Damit erfüllt Geld gesamtwirtschaftlich keine Wertaufbewahrungsfunktion, denn im gesamtwirtschaftlichen Saldo ist sein Wert immer gleich Null: eine geschlossene Volkswirtschaft als ganze kann heute aus rein logischen Gründen niemals „Sparen“ im Sinne von „Nettogeldvermögen anhäufen“. Aus demselben Grund kann eine geschlossene Volkswirtschaft, in der Geld ausschließlich kreditär entsteht, niemals ver- oder gar überschuldet sein.

## Soziale Funktion
Niklas Luhmann stellt Geld als das Kommunikationsmedium innerhalb des Wirtschaftssystems dar. Innerhalb dieses Systems kann nur mittels Geld kommuniziert werden. Andere Informationen wirken auf das Wirtschaftssystem und die innerhalb ihr stattfindende geldliche Kommunikation nur über die strukturelle Kopplung der Wirtschaft mit anderen Systemen, werden aber innerhalb der Wirtschaft nach Luhmanns Systemdefinition nicht direkt kommuniziert.

## Geschichte
Bereits Aristoteles erkannte die drei Geldfunktionen des Tauschmittels, Wertmessers und Wertaufbewahrungsmittels. Für Adam Smith in seinem grundlegenden Werk Der Wohlstand der Nationen vom März 1776 und auch für David Ricardo wurde Geld allein durch seine Tauschmittelfunktion gekennzeichnet. Bei Carl Menger wird ein Gut „zum Geld, sobald und insoweit es in der geschichtlichen Entwicklung des Güterverkehrs … die Funktion eines allgemein gebräuchlichen … Tauschvermittlers tatsächlich übernimmt“. Knut Wicksell zählte 1928 erstmals drei Funktionen auf, die heute noch anerkannt sind: „… die des Wertmessers, die des Wertbewahrers und die des Tauschmittels“. Heute sind diese drei so genannten primären Geldfunktionen unumstritten.